# Беатріче Аделіцці
Беатріче Аделіцці (італ. Beatrice Adelizzi, 11 листопада 1988) — італійська плавчиня.
Учасниця Олімпійських Ігор 2008 року. Бронзова медалістка Чемпіонату світу 2009 року в довільній програмі соло. 